# Алиев, Этибар Гасым оглы
Этибар Гасым оглы Алиев (азерб. Etibar Qasım oğlu Əliyev; род. 1 марта 1963, Ширазлу, Вединский район) — азербайджанский государственный деятель. Депутат парламента Азербайджана VI созыва.

## Биография
Родился 1 января 1963 года в селе Ширазлу (ныне Воскетап), Армянской ССР. Окончил Бакинский государственный университет, факультет физики. 
С 1986 по 1991 год — инженер научно-производственного объединения космических исследований. С 1991 по 1992 год — инженер-конструктор завода «Бакинский рабочий».
С 1992 по 2002 год — ведущий специалист Министерства образования Азербайджана.
С 2004 по 2020 год — главный научный сотрудник Института философии и права НАНА.
На выборах в Национальное собрание Азербайджана VI созыва, которые прошли 9 февраля 2020 года, баллотировался по Сураханскому избирательному округу № 31. По итогам выборов одержал победу и получил мандат депутата Милли меджлиса Азербайджанской Республики. С 10 марта 2020 года приступил к депутатским обязанностям. Член комитета молодёжи и спорта, комитета науки и образования парламента Азербайджана.
Руководитель межпарламентской рабочей группы Азербайджан — Албания.  
Член межпарламентских рабочих групп с Белоруссией, Финляндией, Швецией, Казахстаном, Норвегией.
Доктор наук по философии. Автор 7 книг, 30 научных статей.